# جورج أولت
جورج أولت (بالإنجليزية: George Copeland Ault)‏ هو رسام أمريكي، ولد في 11 أكتوبر 1891 في كليفلاند في الولايات المتحدة، وتوفي في 30 ديسمبر 1948 في وودستوك ‏ في الولايات المتحدة بسبب غرق.